# Arne Skouen
Arne Skouen (Cristianía, 18 de octubre de 1913 – Bærum, 24 de mayo de 2003) fue un peridoista, autor, director de cine y productor noruego.  

## Biography
Arne Skouen nació en Cristianía (ahora Oslo), Noruega. Sus padres fueron Peder Nikolai Skouen (1883-1978) y Jenny Emanuelson (1883-1975). Se graduó en la Escuela Hegdehaugen en 1933. Tuvo tres carreras profesionales distintas: periodista, autor y cineasta, en parte al mismo tiempo.
Fue periodista en Dagbladet de 1935 a 1941. Desde 1941, Skouen se asoció con el Movimiento de resistencia noruego durante la ocupación de Noruega por la Alemania nazi. De 1943 a 1945, Skouen trabajó en la oficina de prensa en Estocolmo, Londres y Ciudad de Nueva York. Después de la liberación de Noruega al final de Segunda Guerra Mundial, regresó a "Dagbladet" como columnista de 1946 a 1947, seguido de "Verdens Gang" de 1947 a 1957. Él Más tarde regresó a Dagbladet, donde trabajó de 1971 a 1995.
Debutó como autor con la novela juvenil "Gymnasiast" (1932), seguida de la novela "Ruth sett meg" (1937). Luego publicó la obra infantil "Barn av solen" (1941) y "Tre små enaktere" (1943). Esto fue seguido por sus novelas "Fest i Port des Galets" y "Romanen Gategutter" (1948). También publicó su autobiografía "En periodistas erindringer" (1996).
Recibió fama internacional por su película de 1957 "Ni Liv", que recibió una nominación al Premio de la Academia a la Mejor Película en Lengua Extranjera. Su primera película fue lanzada en 1949, titulada "Gategutter" ("Street Boys"). Su película de 1959 "El maestro y sus sirvientes" entró en el Festival Internacional de Cine de Berlín de 1959. Su film de 1962 Cold Tracks entró en la sección oficial del Festival Internacional de Moscú.
En 1980 recibió el Premio Narvesen ("Narvesenprisen"), en 1983 el Premio Cultura de la Ciudad de Oslo, en 1986 el Premio Ibsen ("Ibsenprisen") y el Premio Honorario del Premio Amanda (Amandaprisen), en 1988 el Premio Honorario de Noruega del Consejo de las Artes (' 'Norsk kulturråds ærespris' '), en 1993 el Premio Oslo Byes Veles y Premio Fritt Ord. Fue miembro honorario de la Norwegian Dramatic Society y la Norwegian Film Association.

## Vida personal
Se casó en 1946 con Kari Øksnevad (nacido en 1926). Eran los padres del compositor Synne Skouen (nacido en 1950).
Murió durante 2003 y fue enterrado en Vestre gravlund en Oslo.

## Filmografía seleccionada
- Emergency Landing (1952)
- Circus Fandango (1954)
- Det brenner i natt! (1955)
- Ni Liv (1957)
- Pastor Jarman kommer hjem (1958)
- The Master and His Servants (1959)
- Cold Tracks (1962)
- An-Magritt (1969)

## Premios y distinciones
Premios Óscar
| Año  | Categoría                          | Película    | Resultado |
| ---- | ---------------------------------- | ----------- | --------- |
| 1958 | Mejor película de habla no inglesa | Nueve vidas | Nominado  |